# Eugen Zgardan
Eugen Zgardan (n. 8 iunie 1929 – d. 5 iunie 2016 ) medic veterinar moldovean, care a fost ales ca membru corespondent al Academiei de Științe a Moldovei.